# Accipiter nisus
Lo sparviere o sparviero (Accipiter nisus Linnaeus, 1758) è un rapace appartenente alla famiglia Accipitridae, diffuso nelle zone temperate di Eurasia e Africa.

## Descrizione
Le ali corte e arrotondate e la lunga coda gli consentono un agile volo controllato nel folto dei boschi e permettono di distinguerlo agevolmente dal gheppio (piccolo rapace con ali lunghe e appuntite). Corpo snello, testa piccola, becco elegante e ad uncino, zampe lunghe e sottili come le dita munite di forti unghie, sono i caratteri propri dello sparviere eurasiatico dal punto di vista della struttura. In lunghezza supera i trenta centimetri, oltre dieci dei quali fanno parte della coda; ciascuna ala è di circa sedici centimetri, e la loro apertura supera i sessanta.
Nella femmina, queste misure sono superate: infatti è di almeno sei centimetri più lunga, e la sua apertura alare sopravanza quella del maschio di oltre dieci centimetri. il piumaggio degli adulti è cinerino scuro nelle parti superiori, bianco con linee ondulate e striature rosso-ruggine nelle inferiori; la coda è segnata da cinque o sei fasce nere ed ha l'estremità bianca. Il becco è azzurro; la cera, i piedi e gli occhi sono gialli. I giovani sono maggiormente grigi e bianchi: sulla gola e sulla parte anteriore del collo presentano delle striature longitudinali, mentre il ventre e le cosce sono segnate da macchie trasversali. È uno dei più agili tra i rapaci e vola con facilità e rapidità nonostante le sue corte ali; solo sul terreno i suoi movimenti sono più impacciati.

## Distribuzione ed habitat
Lo sparviere è diffuso in quasi tutta Europa, in Africa (lungo i Monti dell'Atlante e a est lungo il fiume Nilo) e in Asia in larga parte del continente. In Asia, Africa e nel Nord Europa è migratorio mentre nell'Europa centrale è prevalentemente stanziale. Le migrazioni invernali lo portano in India e nell'Africa settentrionale. In tutti questi luoghi esso popola i boschetti non molto folti, soprattutto quelli delle regioni montuose; presente anche nei boschi collinari, nelle radure, praterie e talvolta anche dei campi coltivati (in questo caso esclusivamente per cacciare).

## Biologia
In primavera è possibile osservare le parate nuziali degli adulti, caratterizzate da vertiginose picchiate con successive
brusche risalite ad ali spalancate; caratteristici sono inoltre i voli a significato territoriale con penne bianche del sottocoda messe in evidenza.
La specie è stanziale alle nostre latitudini; in autunno giungono dal nord Europa un buon numero di soggetti migranti. Durante questi periodi è possibile vederne più esemplari che stazionano presso i passi di montagna come il Bernina, sia sulle Alpi che sugli Appennini, o su promontori come il Promontorio del Conero.

### Voce
Grida acute emesse in rapida successione sono udibili in primavera nel settore di nidificazione.

### Alimentazione
Normalmente si tiene nascosto nel folto degli alberi, uscendone per scagliarsi sulla preda ignara. In volo caccia tenendosi vicinissimo al suolo, rasentando siepi ed arbusti e cambiando repentinamente direzione per sorprendere la preda, sulla quale si lancia perpendicolarmente a gran velocità. Si nutre sia di uccelli che di piccoli mammiferi. Una volta catturata la preda, la trasporta in qualche luogo ben nascosto e la divora dopo averne strappate le penne o il pelo, che poi rigetta insieme alle altre parti non digeribili.

### Riproduzione

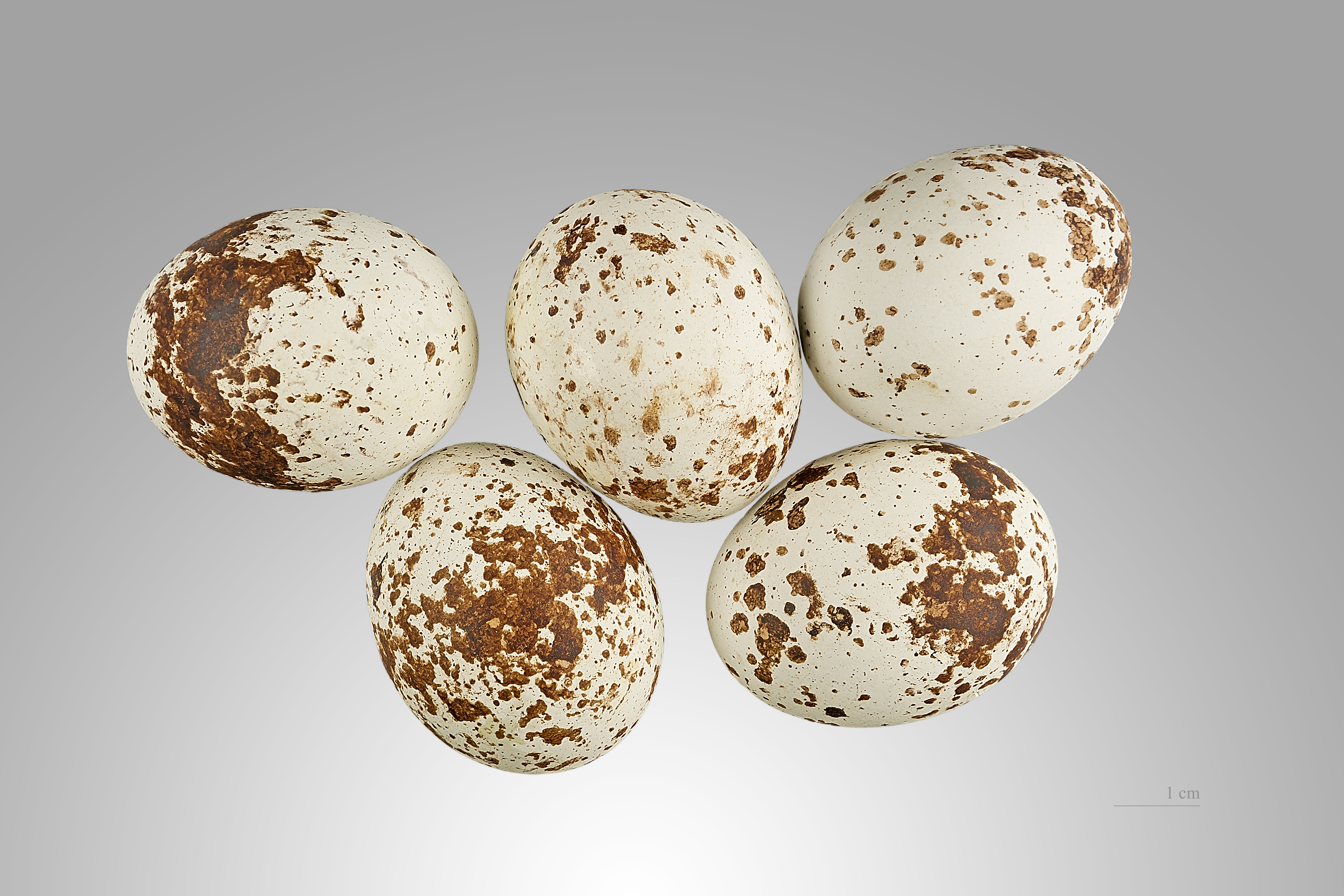
Uova

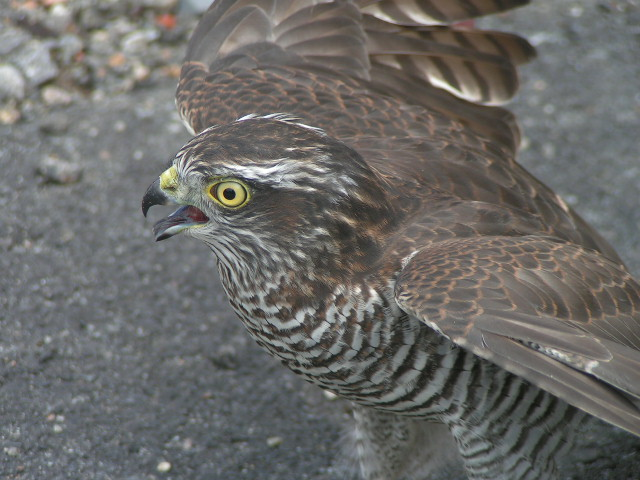
Giovane individuo di sparviere

Il nido dello sparviere si trova di solito fra le macchie, talvolta su alberi ad alto fusto, sempre ben nascosto: è formato di ramoscelli secchi, che diventano sempre più fini man mano che si procede verso l'interno, tappezzato con le piume della femmina. Ogni coppia costruisce più nidi che può riutilizzare. Spesso possono utilizzare vecchi nidi di Corvidi o colombacci.
Le uova sono in numero variabile da tre a cinque, di media grandezza, a guscio grosso; normalmente sono sparse di punte e macchie sul fondo bianco, grigiastro o verdiccio. Alla cova (33-35 giorni) provvede la femmina da sola, mentre entrambi i genitori si preoccupano di nutrire i piccoli nati; ma a quanto pare solo la madre conosce il modo di rendere accettabile il cibo ai figli, poiché si è potuto notare che, quand'essa viene uccisa, i piccoli finiscono per morire di fame. Anche dopo che hanno imparato a volare, i genitori si preoccupano per lungo tempo di nutrirli. I giovani abbandonano il nido dopo circa un mese e restano a lungo con gli adulti. Possono riprodursi a partire dall'età di uno o due anni.

### Rapporti con l'uomo
Da secoli lo sparviere viene utilizzato in falconeria per le sue grandi doti venatorie. Tenacia unica, potenza e velocità fanno di questo rapace un grandissimo cacciatore. Il suo carattere rimane sempre molto selvatico, ed è solo grazie all'esperienza del falconiere che si possono raggiungere ottimi risultati. Altrimenti, in mani inesperte, la fuga o la morte di questi rapaci è quasi sicura. Le prede più ambite dai falconieri, nel rispetto della legge 157/92, sono la gazza, la ghiandaia, il merlo e la taccola per la femmina. Il moschetto (così è chiamato il maschio di sparviere) caccia prede della dimensione di un passero e, proprio per questo, viene meno utilizzato essendo la maggior parte di queste prede protette dalla legge.

## Tassonomia

### Sottospecie
Sono note le seguenti sottospecie:
- Accipiter nisus dementjevi Stepanyan, 1958 - Dal Pamir-Alaj ai monti Tien Shan (Asia centrale)
- Accipiter nisus granti Sharpe, 1890 - Madera e Isole Canarie
- Accipiter nisus melaschistos Hume, 1869 - dall'Afghanistan orientale alla Cina sud-occidentale
- Accipiter nisus nisosimilis (Tickell, 1833) - Dalla Siberia nord-occidentale alla Cina settentrionale e al Giappone
- Accipiter nisus nisus (Linnaeus, 1758) - Dall'Europa alla Siberia sud-occidentale e all'Asia centrale
- Accipiter nisus punicus Erlanger, 1897 - Africa nord-occidentale
- Accipiter nisus wolterstorffi Kleinschmidt, O, 1901 - Corsica e Sardegna

### Specie simili
L'astore (Accipiter gentilis) presenta forme e colorito assai simili allo sparviere, ma è di dimensioni maggiori (apertura alare sino a 130 cm e peso pari a 650-1250 g). La silhouette mostra una coda ad apice più arrotondato ed ali a base più larga; durante il volo il collo è più visibile che nello sparviere, nel quale sembra essere assente. Il colorito degli adulti è simile a quello della femmina dello sparviere, mentre i giovani sono più bruni e giallastri con strie scure sulle parti ventrali. Nidifica in boschi maturi, costruendo grandi nidi di rami con diametro pari a 80–90 cm. Caccia sia uccelli sia mammiferi e può uccidere prede anche di ragguardevoli dimensioni (lepri, fagiani di monte).

## Conservazione
La Lista rossa IUCN classifica Accipiter nisus come specie a basso rischio (Least Concern), in particolare negli ultimi decenni la sua popolazione è notevolmente cresciuta tanto da occupare nuovi territori in Italia del nord, specialmente nell'alta Pianura Padana.
da IUCN ITALIA:
L'areale della popolazione italiana risulta essere vasto (maggiore di 20000 km², Boitani et al. 2002). Il numero di individui maturi è stimato in 4000-8000 e risulta in incremento (Brichetti & Fracasso 2003, BirdLife International 2004). Pertanto, la popolazione italiana non raggiunge le condizioni per essere classificata entro una delle categorie di minaccia (declino della popolazione, ridotto numero di individui maturi e areale ristretto) e viene quindi classificata a Minore Preoccupazione (LC).
Le minacce principali degli uccelli rapaci (Vicario com. pers.):
- riduzione degli habitat idonei alla nidificazione.
- avvelenamento primario (ingestione di bocconi avvelenati)
- avvelenamento secondario in particolare da pesticidi, topicidi (usati in agricoltura e dai privati), piombo (usato nella caccia).
- bracconaggio.
- elettrocuzione (impatto con i cavi delle linee elettriche).
- impatto con pale eoliche.